# Skautafélag Reykjavíkur
Skautafélag Reykjavíkur je islandský klub ledního hokeje. Sídlí v hlavním městě Reykjavíku. Skautafélag Reykjavíkur je s pěti tituly druhý nejúspěšnější klub ledního hokeje na Islandu. Skautafélag Reykjavíkur byl mistrem ligy v letech 1999, 2000, 2006, 2007, 2009.
Skautafélag Reykjavíkur má i oddíl žen hrající ženskou ligu ledního hokeje na Islandu.
Domácí stadion má kapacitu 1 000 míst, ale průměrná návštěva utkání tohoto týmu činí 150 diváků.